# Nykroppa
Nykroppa är en tätort i Filipstads kommun och kyrkbyn i Kroppa socken.
Nykroppa ligger 13 km sydöst om Filipstad. Samhället, som ligger vid riksväg 26 var fram till början av 1970-talet en bruksort, dominerad av Nykroppa Järnverk vilket ingick i Uddeholms-koncernen. Näringslivet är numera mycket mer differentierat. I Nykroppa finns bland annat grundskola (1-6) och Folkets Park. Dessutom finns ett rikt föreningsliv med ett antal idrottsföreningar.

## Historia

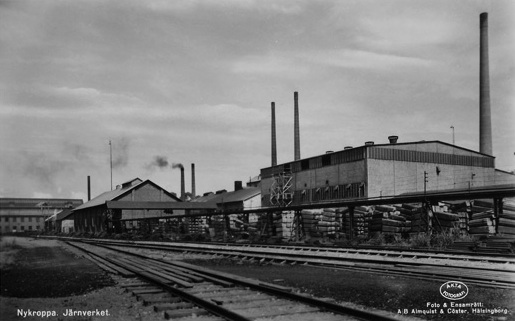
Järnverket på 1950-talet.

### Nykroppa från stenålder till bruksbolag
Första gången Nykroppa nämns i samband med järnhantering är i 1540 års jordebok. Man vet dock att människor bott i området sedan stenåldern; 1911 påträffades en stenåldersyxa vid Riddarnäset. Hornkullens silvergruvor, som ligger 3 km norr om Nykroppa, började bearbetas redan på 1570-talet. Detta skedde på initiativ av Hertig Karl, sedermera Karl IX. Denna lät också rusta upp järnbruket och anlägga en kungsgård (som tyvärr ingen i dag vet var den låg). Nykroppa kom sedan att vara kronobruk fram till 1622 då det utarrenderades, bland annat till Louis De Geer. 1714 köpte den dåvarande arrendatorn Claes Linroth Nykroppa och slog ihop det med Storfors bruk. Nykroppa kom sedan att vara i familjen Linroth ägo till 1809 då det (tillsammans med Storfors) övertogs av greve C. G. Lövenhielm. Vid dennes död 1839 bildades ett konsortium, Storfors Bolag, som överlät brukets drift och skötsel åt en disponent.

### Uddeholm köper Nykroppa järnverk

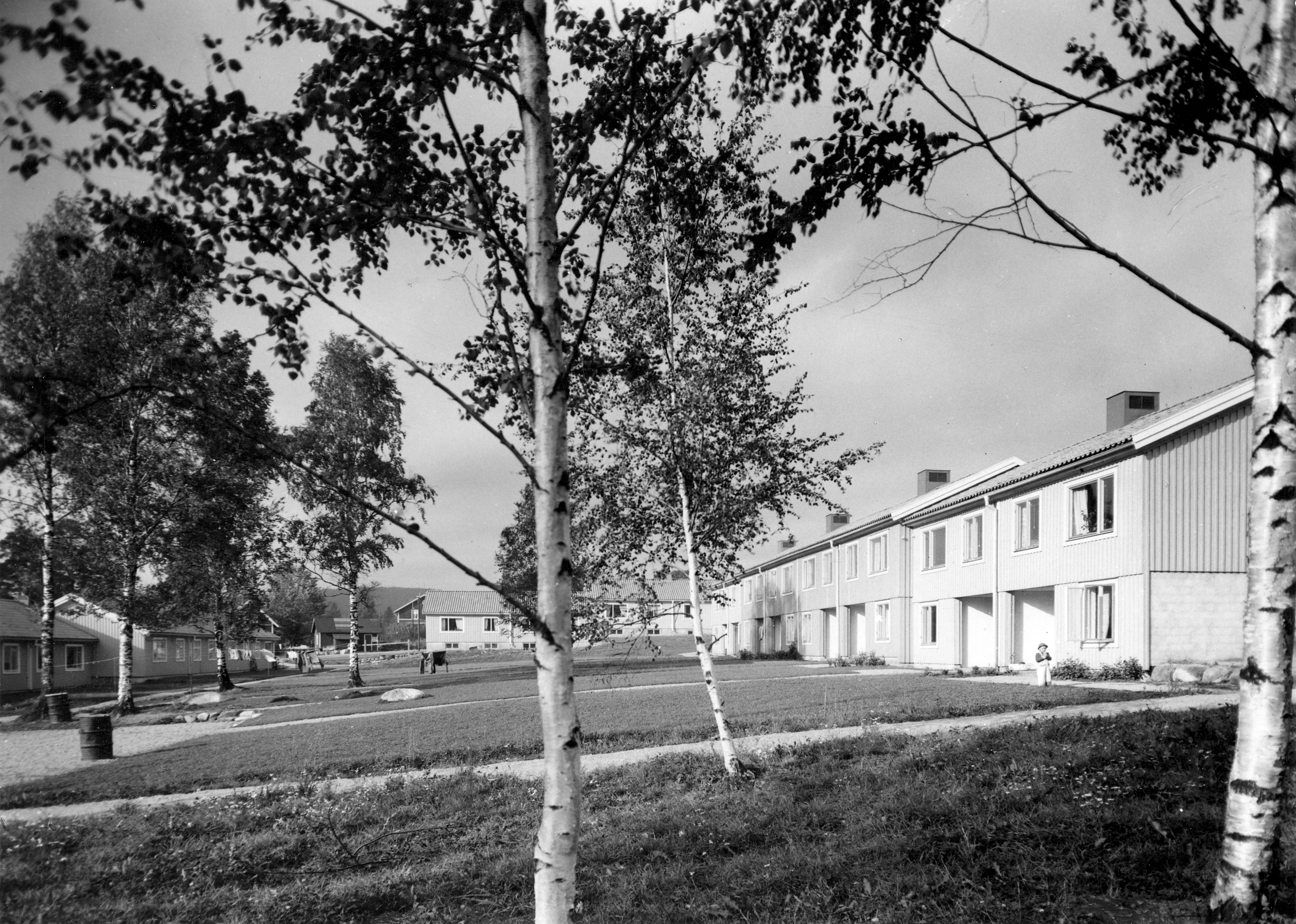
Arbetarbostäder i Nykroppa, uppförda på 1940-talet.

På grund av en hårdnande konkurrens i samband med den så kallade bruksdöden ombildades bolaget 1866 till aktiebolag under namnet Storfors Bruks AB. Investeringar och rationaliseringar gjorde nu att mindre hyttor slogs ut till fördel för en större enhet, och driften kom i huvudsak att koncentreras till Nykroppa. Järnverket byggdes ut med bland annat nya masugnar och ett bessemerverk. Samtidigt fick man också tillgång till järnväg, vilket självklart underlättade transporterna. Det nya järnverket fortsatte att växa, och de följande åren tillkom götvalsverk med ånghammare (1882-83), universalvalsverk (1884) och kolhus (1884). Under 1890-talet fortsatte investeringarna (bland annat martinverk, finvalsverk och reparationsverkstad med mindre tackjärnsgjuteri). 1890 fick järnverket tillgång till elektricitet.
Uddeholmsbolaget förvärvade år 1909 aktiemajoriteten i Storfors Bruks AB. Under den nya ägarens ledning övergavs den gamla bessemerprocessen 1915 till fördel för martinprocessen. 1918 upplöstes Storfors Bruk AB och dess tillgångar överfördes till Uddeholm. Under mellankrigstiden kom den viktigaste investeringen i Nykroppa att vara det nya sintringsverket som togs i bruk 1936. Detta år höjdes också skorstenarna vid norra martinverket från 35 till 55 meter. 1940-talet inleddes med att göt- och finvalsverk flyttades till nya byggnader. 1945 stod en nya martinugn färdig med en kapacitet på 50 ton. Samma år kunde även den 300 m långa skrotreversbanan tas i bruk; Sveriges första svängda traversbana. Året därpå togs ett helt nytt martinverk i bruk.

### Från 1950-talets högkonjunktur till 1970-talets nedläggning
Nykroppas epok som tackjärnsproducerande järnverk avslutades den 24 maj 1947 i samband med att masugn no. 1 nedblåstes  för sista gången. Som en följd av detta nedlades även sinterverket. Under 1950-talet ökades martinverkets kapacitet med nya ugnar. Även en ljusbågsugn en gropugn kom att installeras. Stora ånghammaren, som idag är nästan det enda som finns kvar av Nykroppa Järnverk, togs ur drift i november 1955. Under 1960-talet kom bara små investeringar att ske vid järnverket, desto fler var istället nedläggningarna; vid årsskiftet 1962 togs martinugn no. 1 ur bruk, 1963 lades mediumvalsverket ned. Finvalsverket, gjuteriet och lilla ånghammaren lades ned under sommaren 1964.
Den första varningen om en eventuell nedläggning av Nykroppa järnverk kom i början av december 1968. Uddeholm genomförde sedan en utredning var bolagets handelsstålstillverkning skulle ske; Nykroppa eller Degerfors. Den 17 oktober 1969 kom det slutgiltiga beskedet som klargjorde att tillverkningen skulle koncentreras till Degerfors och att Nykroppa skulle läggas ned successivt fram till våren 1973. Ironiskt nog slog stålverket i Nykroppa under det året produktionsrekord med 123 600 ton. Efter att martinugn nummer 4 togs ur bruk under sommaren 1970 fanns 238 stycken anställda kvar. Som jämförelse kan nämnas att omkring 800 arbetade vid bruket i början av 1940-talet. Ljusbågsugnen lades ner 1971 och i slutet av mars månad 1972 valsades de sista göten ut. Nykroppa järnverk var därmed nedlagt och en över 400 år lång järnhanteringsepok var över. Vintern 1973-74 revs i stort sett hela järnverket, det som kunde återanvändas monterades ned, resten gick som skrot till Degerfors.
| ”                          | Dä ä sôrgligt å se'et Hele värke i Nykrôppa ha di rev ner Dä ä bare järngrinnera sôm står kvar Å di står där sôm di sträckt ut armera mot mej å sa Vi kan int hjälp'et Vi kan int hjälp'et | „ |
| – Ur Fôlkprat av Stig Berg | |   |

I samband med nedläggningen startades den nuvarande dörrfabriken, då under namnet Staros AB (efter de dåvarande ägarna Svenska Staten och E. A. Rosengren AB). Idag går tillverkningen under namnet Robust Ståldörrar AB.
Ortnamnet (1540 Nykroppens hytte) ska ses i förhållande till Gammalkroppa i samma socken. Med -Kroppa menas antagligen 'klump' eller 'bergknöl', vars syftning är oklar.

### Känd ort i järnvägskretsar
Nykroppa är känt i järnvägskretsar som den sista slutstationen för otaliga järnvägsfordon som demonteras på det gamla järnverksområdet. Delarna fraktioneras och återvinns.

## Befolkningsutveckling
| Befolkningsutvecklingen i Nykroppa 1950–2020 | Befolkningsutvecklingen i Nykroppa 1950–2020 | Befolkningsutvecklingen i Nykroppa 1950–2020 | Befolkningsutvecklingen i Nykroppa 1950–2020 | Befolkningsutvecklingen i Nykroppa 1950–2020 |
| -------------------------------------------- | -------------------------------------------- | -------------------------------------------- | -------------------------------------------- | -------------------------------------------- |
|                                              |                                              |                                              |                                              |                                              |
| År                                           |                                              |                                              | Folkmängd                                    | Areal (ha)                                   |
| 1950                                         | 1950                                         |                                              | 2 299                                        |                                              |
| 1960                                         | 1960                                         |                                              | 2 151                                        |                                              |
| 1965                                         | 1965                                         |                                              | 2 063                                        |                                              |
| 1970                                         | 1970                                         |                                              | 1 885                                        |                                              |
| 1975                                         | 1975                                         |                                              | 1 768                                        |                                              |
| 1980                                         | 1980                                         |                                              | 1 640                                        |                                              |
| 1990                                         | 1990                                         |                                              | 1 346                                        | 245                                          |
| 1995                                         | 1995                                         |                                              | 1 188                                        | 246                                          |
| 2000                                         | 2000                                         |                                              | 1 020                                        | 246                                          |
| 2005                                         | 2005                                         |                                              | 924                                          | 246                                          |
| 2010                                         | 2010                                         |                                              | 846                                          | 245                                          |
| 2015                                         | 2015                                         |                                              | 788                                          | 176                                          |
| 2020                                         | 2020                                         |                                              | 725                                          | 193                                          |
|                                              |                                              |                                              |                                              |                                              |